# フルドラ

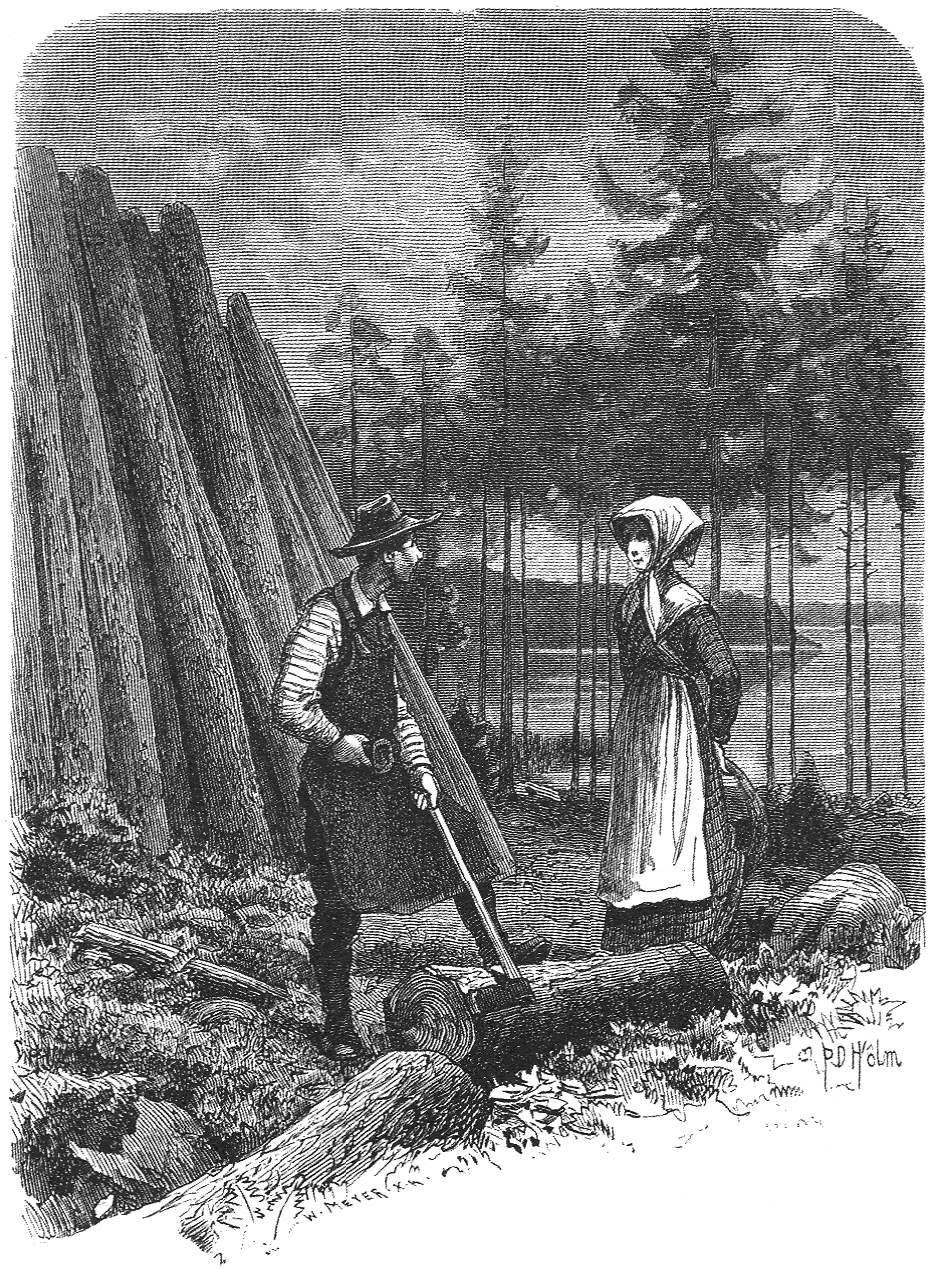
炭焼き職人と話している尻尾を覗かせているフルドラ。From Svenska folksägner (1882).

フルドラ (Huldra) は、「覆われた」または「秘密」という意味を由来とするスカンジナビアの民間伝承に語られる魅惑的な森の生き物である。
ノルウェーの民間伝承では、地の精とされる彼女はhuldra（フルドラの原型だが、民間伝承のそれは単一の個体でなく、フルドラの民族であると想定されている。）として知られる。彼女はスウェーデンの民間伝承では「森の精霊」スクーグスロー または「松の木のマリア」Tallemaja として知られる。サーミ人の伝承では、uldaと呼ばれる。彼女の名前は、彼女が元々北欧神話の巫女ヴォルヴァが占うゲルマン神話の女神ホルダ (Holda) やスカンディナヴィア神話のおおいぬ座ゼータ星 (Huld) と同じ存在であることを示唆している。
「hulder」という言葉は女性にのみ使われ、男性の場合は「huldrekall」とノルウェーの民間伝承でも呼ばれる。他の地下住民と密接に関連しており、大抵はtusser（単数形ではtusse）と呼ばれる。女性の種族は魅惑的で美しいとされるが、同じ民族の男性はしばしば奇妙な長い鼻を持つ恐ろしい存在とされている。また灰色の服を着て、フルダルホット (huldar-hott) と呼ばれる赤い帽子を身に着け、人間に姿を見せたり見せなくしたりすることができる。

## 伝承

### 外見と特長
馬の尻尾もしくは牛の尻尾を有していることがあり、時々耳がオオヤマネコで、多くの場合で背中が空洞か腐った切株のようになっている。魅了の力と、見えなくなる能力を持つ。王であり魔術師のHuldは、死者を復活させることができる。

### 伝承
民間伝説や、自分が経験したように語られるメモラート（個人が体験した普通ではないことを語ること）などにフルドラの話がみられる。
- no:Kone av huldreætt
- no:Nærsøkjen huldrejente
- no:Huldrebryllup
- no:Jordmorsegna
- no:Huldrehatten
- no:Den ville jeger

一般的に無害で善良な存在とされるが、恐れられることもある。

### 起源
キリスト教に関連した物語では、神が女性のコテージに来たときに、女性は子供たちの半分だけしか洗っておらず、洗ってない子供を恥じて隠した。神は彼女に自分に隠したものは人類からも隠されたままになると宣言した。この隠された子供たちがフルドラとなったとされている。

## 地名・観光
スカンジナビアの多くのフルドラの伝説に関連する地では、フルドラにちなんだ名前を見ることができる。デンマークの女性のミイラ（フルドラモーゼ）が見つかったことで有名なHuldremose（フルドラ湿原）、ノルウェーのフルドラの家が名前の由来のHulderheim、Hulderhusanなど。サーミ人の言葉からは、ウルダの山からUlddaidvárri、ウルダの谷からUlddašvággiという地域がある。

### 観光
ノルウェーの鉄道フロム線の途中にあるショースの滝では、この地方に伝わる歌で男性を誘惑する妖精"フルドラ"にちなみ、夏季限定で岩場に女性が現れる演出が行われる。

## 文化
映画
- 『テール しっぽのある美女』（英語版）：ノルウェーの映画。妖精フルドラの話をエロティックなホラー作品にしたもの[9]

ドラマ
- 『捜査官エヴァ 孤独の森』（英語版）：スウェーデンのドラマ。フルドラと森を中心に、失踪した少年少女の謎を追っていくうちに、人間ではない生物の存在を知るダークファンタジー。

児童文学、絵本など
- 『トロールものがたり』：イングリ&エドガー・ドーレア(英語版記事)。1972年刊。トロールの生態を紹介する一環で、彼らと強い関係にある「ハルダー族」が登場する。
- 『ブリジンガメンの魔法の宝石』：アラン・ガーナー作。ドワーフの血族である「ハルドラ族」が登場する。

## 画像集

ノルウェーラーダル（英語版）の紋章
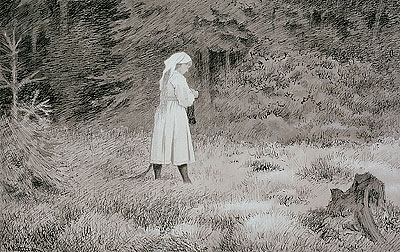
テオドール・キッテルセンのフルドラ